# George Orton
George Washington Orton (Strathroy-Caradoc, 10 de janeiro de 1873 - Meredith, 26 de junho de 1958) foi um atleta meio-fundista e o primeiro canadense campeão olímpico.
Estudante de línguas na Universidade de Toronto, George chegou aos Estados Unidos para estudar na Universidade da Pensilvânia em 1893, já sendo um dos maiores corredores de meia-distância da América do Norte. Ele conquistou títulos em provas de milha, 2 milhas e de obstáculos no Canadá, Estados Unidos e Grã-Bretanha, com um total de 121 vitórias.
Formado em 1896, continuou ativo no atletismo após a universidade, até participar dos Jogos Olímpicos de Paris, em 1900. George foi a Paris a convite da delegação norte-americana, já que o Canadá não mandou uma equipe própria a estes Jogos. Em Paris, participou de três provas, duas de steeplechase e uma de pista. Foi campeão olímpico nos 2 500 m c/ obstáculos, hoje substituída pelos 3 000 m, e medalha de bronze nos 400 m c/ barreiras, conquistando as únicas medalhas ganhas pelo Canadá na competição. Na verdade, como integrante convidado da equipe dos EUA, Orton passou muitos anos sendo considerado um campeão olímpico dos Estados Unidos, até suas medalhas serem reconhecidas pelo COI como uma conquista canadense.
Mais tarde, ele tornou-se técnico da atletismo da Penn e escreveu um livro sobre a história do esporte naquela universidade. Morreu aos 85 anos, em New Hampshire.